# 小赤鬚盲蝽
小赤鬚盲蝽（学名：Trigonotylus tenuis）为盲蝽科鬚盲蝽屬下的一个种。